# Тарас Шевченко: Життя і творчість
«Тарас Шевченко: Життя і творчість» — програмний твір дослідника та видатного шевченкознавця Дзюби Івана Михайловича. 700 сторінкова книжка вийшла в київському Видавничому домі «Києво-Могилянська академія» в 2008 році.

## Про книжку
Праця Івана Дзюби поєднує розповідь про життєвий і творчий шлях великого поета й художника з інтерпретацією його спадщини, аналізом конкретних творів та характерних мотивів поезії й прози в синхронному й діахронному вимірах. У цій праці, автор прагнув охопити весь обшир літературної та громадянської діяльності великого сина України в широкому історичному й естетичному контексті, розкрити центральне місце Шевченка в усьому національному житті, з'ясувати природу його магнетичної влади над поколіннями українців.